# Condado de Luque
El condado de Luque es un título nobiliario español
creado por el rey Felipe IV en 1624 a favor del IX señor Egas Salvador Venegas de Córdoba, hijo del IX señor de Luque.
Su nombre se refiere al municipio andaluz de Luque, en la provincia de Córdoba.

## Señores de Luque
El señorío de Luque fue concedido en 1374 por el rey Enrique II a Egas Venegas, que había apoyado, al principio, la causa del rey Pedro I, pero que después cambió de partido y fue recompensado por el vencedor.
Los señores de Luque fueron:
- Egas Venegas, I señor de Luque,[1] casado con Beatriz de Tolosán. Le sucedió su hijo.
- Pedro Venegas, II señor de Luque, casado con María García Carrillo[3] de la Casa de Córdoba del primer señor de Aguilar y fueron padres de Egas y de Urraca, la madre de Diego Gutiérrez de los Ríos y Venegas. Le sucedió su hijo.
- Egas Venegas, III señor de Luque. Le sucedió su hijo.
- Pedro Venegas, IV señor de Luque, casado con Inés de Solier de la Casa de Córdoba de los señores de Lucena. Le sucedió su hijo.
- Egas Venegas (m. 1520), V señor de Luque, casado con Isabel de Montemayor, señora de Albendín. Le sucedió su hijo.
- Pedro Venegas, VI señor de Luque y de Albendín, casado con Beatriz Fernández de Córdoba de la Casa homónima de los condes de Cabra. Le sucedió su hijo.
- Egas Venegas de Córdoba, VII señor de Luque, casado con Beatriz Ponce de León. Le sucedió su hijo.
- Pedro Venegas, VIII señor de Luque, casado con Beatriz de Haro. Le sucedió su hijo.
- Rodrigo Venegas de Córdoba (m. 1605), IX señor de Luque, casado el 4 de junio de 1545 con Ana Fernández de Córdoba de la Casa homónima de los señores de Albendín y de los condes de Cabra.[4] Le sucedió su hijo.
- Egas Salvador Venegas de Córdoba, X señor de Luque, casado con María Manrique de Aguayo, fue nombrado primer conde de Luque en 1624.

## Condes de Luque
|                        | Titular                                                                | Periodo                |
| Creación por Felipe IV | Creación por Felipe IV                                                 | Creación por Felipe IV |
| ---------------------- | ---------------------------------------------------------------------- | ---------------------- |
| I                      | Egas Salvador Venegas de Córdoba                                       | 1624- 1648             |
| II                     | Rodrigo Matías Egas-Venegas de Córdoba Manrique de Aguayo y Montemayor | 1648-1684              |
| III                    | Egas Salvador Venegas de Córdoba y Villegas                            | 1684-1731              |
| IV                     | Josefa Antonia Egas-Venegas de Córdoba                                 | 1731-1744              |
| V                      | María Vicenta Egas-Venegas de Córdoba y Venegas de Córdoba             | 1744-1786              |
| VI                     | Francisco de Paula Fernández de Córdoba y Venegas de Córdoba           | 1786-1796              |
| VII                    | Cristóbal Rafael Fernández de Córdoba y Pérez de Barradas              | 1796-1833              |
| VIII                   | Cristóbal José Fernández de Córdoba y Rojas                            | 1833-1873              |
| IX                     | Cristóbal Fernández de Córdoba y González de Aguilar                   | 1873-1878              |
| X                      | José María de la Puerta y Fernández de Córdoba                         | 1897-1932              |
| XI                     | Luis de la Puerta y Salamanca                                          | 1932/1951-2004         |
| XII                    | José María de La Puerta y Cuello                                       | 2004-2006              |
| XIII                   | José María de La Puerta y Ferriol                                      | 2008-actual titular    |

## Historia de los condes de Luque
- Egas Salvador Venegas de Córdoba, I conde de Luque,[1] XIII señor de Venegas.[4]

Casó en primeras nupcias con su tía Mayor Venegas de Córdoba y Figueroa, sin descendencia. Contrajo un segundo matrimonio el 1 de agosto de 1626, en Córdoba, con su sobrina, Felipa Manrique de Aguayo, también llamada María de Aguayo Manrique. Le sucedió su hijo del segundo matrimonio:
- Rodrigo Matías Egas-Venegas de Córdoba y Manrique de Aguayo (baut. iglesia colegial del Salvador en Granada, 15 de marzo de 1635-Luque, 22 de agosto de 1684),[7] II conde de Luque,[4] gobernador, como alférez mayor, de la guarnición de Gibraltar, caballero de la Orden de Santiago, y miembro del consejo del rey.[6] En 1668, el célebre historiador y genealogista, Luis de Salazar y Castro, huérfano de ambos progenitores y con solo diez años, entró en su servicio como paje. Rodrigo se encargó de que el joven Luis recibiera una educación esmerada y después, como su secretario, comenzó sus investigaciones genealógicas en el archivo familiar del conde.[6]

Casó el 24 de julio de 1655, en Écija, con María de Villegas Eraso y Sanabria (m. 25 de diciembre de 1676), V señora de Benahavis y el Daidín, de la Torre de Dos Barrios y de la Torre del Español en Génova, así como titular del alferazgo mayor de Gibraltar como descendiente de Andrés Suazo de Sanabria, conquistador de Gibraltar en 1462. Le sucedió su hijo:
- Egas Salvador Venegas de Córdoba y Villegas (baut. 14 de mayo de 1656-Luque, abril de 1731),[7] III conde de Luque[4] y alférez mayor de Gibraltar.[7]

Casó a finales de 1685 con su prima Luisa María Fernández de Córdoba y Lasso de Castilla, hija del III marqués de Valenzuela. Después de enviudar, contrajo un segundo matrimonio el 19 de febrero de 1726 con María Ana Ponce de León Messía y Escavias de Carvajal.  Le sucedió su hija del segundo matrimonio:
- Josefa Antonia Egas-Venegas de Córdoba (m. Madrid, 5 de abril de 1744),[7] IV condesa de Luque[1] y alférez mayor de Gibraltar.[7]

Casó en febrero de 1744 con Ignacio Ramírez de Haro y Córdoba, VI conde de Bornos. Sin descendencia, le sucedió su sobrina:
- María Vicenta Egas-Venegas de Córdoba y Venegas de Córdoba (Granada, 2 de enero de 1718-1786),[9], V condesa de Luque y V marquesa de Valenzuela.[10] hija de Francisco Antonio Egas-Venegas de Córdoba y Fernández de Córdoba, IV marqués de Valenzuela  —hijo, a su vez, de Carlos José Egas-Venegas y Villegas, hijo del II conde de Luque—,[6] y de su esposa María Josefa Egas-Venegas Fernández de Córdoba y Manrique de Lara.[4]

Contrajo matrimonio el 9 de octubre de 1731, en Granada, con su sobrino, Cristóbal Rafael Fernández de Córdoba y Ordóñez (1707-1785), IV marqués de Algarinejo, IX marqués de Cardeñosa y X señor de Zuheros. Le sucedió su hijo:
- Francisco de Paula Fernández de Córdoba y Venegas de Córdoba (Algarinejo, 10 de septiembre de 1739-Loja, 16 de diciembre de 1796), VI conde de Luque, V marqués de Algarinejo, X marqués de Cardeñosa y VI marqués de Valenzuela y XI señor de Zuheros.[12]

Casó en primeras nupcias con Leonor Pérez de Barradas y Fernández de Henestrosa y en segundas, siendo su segundo marido, con María Joséfa Álvarez de las Asturias Bohorques Vélez. Le sucedió su hijo del primer matrimonio:
- Cristóbal Rafael Fernández de Córdoba y Pérez de Barradas (m. 27 de abril de 1833), VII conde de Luque, VI marqués de Algarinejo, XI marqués de Cardeñosa, VII marqués de Valenzuela y XII señor de Zuheros.[13]

Contrajo un primer matrimonio en 1787 con María Antonia Pérez del Pulgar (m. 1789). Se casó en segundas nupcias en agosto de 1801, en Antequera, con María del Carmen Rojas y Narváez (1785-1812), hija de José María de Rojas y del Rosal y de María Teresa Narváez y Chacón. Casó en terceras nupcias el 28 de diciembre de 1818 con Micaela Díez de Tejada. Le sucedió su hijo del segundo matrimonio:
- Cristóbal José Fernández de Córdoba y Rojas (Granada, 6 de marzo de 1804-Sevilla, 6 de septiembre de 1873),  VIII conde de Luque,[13] VII marqués de Algarinejo,[13]  XII marqués de Cardeñosa, VIII marqués de Valenzuela y XIII señor de Zuheros.[13]

Casó en primeras nupcias con María del Valle González de Aguilar-Ponce de León y Espinosa. Casó en segundas nupcias con María de la Concepción Ojeda y Valdelomar. Le sucedió su hijo del primer matrimonio:
- Cristóbal Fernández de Córdoba y González de Aguilar (Écija, 14 de abril de 1821-13 de noviembre de 1878), IX conde de Luque,[13] XIII marqués de Cardeñosa y IX marqués de Valenzuela.[13]

Casó en Écija el 16 de enero de 1841 con María Tamariz Martel y Bernuy. Sin descendencia, le sucedió su sobrino, hijo de su hermana María del Carmen y José María de la Puerta y Grajera:
- José María de la Puerta y Fernández de Córdoba (Écija, 6 de febrero de 1854-Burgos, 3 de junio de 1932), X conde de Luque,[13] IX marqués de Algarinejo,[16]  XIV marqués de Cardeñosa y X marqués de Valenzuela.[13][17] Sucedió en todos los títulos por cartas de sucesión expedidas el 12 de julio de 1897.

Casó en primeras nupcias en 1876 con María de la Aurora de Saavedra Parejo, con quien tuvo dos hijas. Contrajo un segundo matrimonio en 1881 con Ana Enriqueta de la Cruz y Díaz. Le sucedió su nieto, hijo de José María de la Puerta y de la Cruz (Montilla, 11 de noviembre de 1883-1966), y de su esposa María Lourdes Patonicinio de Salamanca y Ramírez de Haro:
- Luis de la Puerta y Salamanca, XI conde de Luque[b] y maestrante de Granada.[13]

Casó con Amparo Cabeza de Vaca y Munilla. Le sucedió su sobrino:
- José María de La Puerta y Cuello (Málaga, 10 de junio de 1951-2006), XII conde de Luque,[13][19] XVI marqués de Cardeñosa[13][20] y XIII marqués de Valenzuela.[13]

Casó el 23 de mayo de 1981, en Mijas, con Brigitte Ferriol y Bringand. Le sucedió su hijo:
- José María de la Puerta y Ferriol (n. Málaga, 24 de mayo de 1982), XIII conde de Luque. [13][21]